# Puchaczów (gromada)
Puchaczów – dawna gromada, czyli najmniejsza jednostka podziału terytorialnego Polskiej Rzeczypospolitej Ludowej w latach 1954–1972.
Gromady, z gromadzkimi radami narodowymi (GRN) jako organami władzy najniższego stopnia na wsi, funkcjonowały od reformy reorganizującej administrację wiejską przeprowadzonej jesienią 1954 do momentu ich zniesienia z dniem 1 stycznia 1973, tym samym wypierając organizację gminną w latach 1954–1972.
Gromadę Puchaczów z siedzibą GRN w Puchaczowie utworzono – jako jedną z 8759 gromad na obszarze Polski – w powiecie lubelskim w woj. lubelskim na mocy uchwały nr 12 WRN w Lublinie z dnia 5 października 1954. W skład jednostki weszły obszary dotychczasowych gromad Puchaczów, Brzeziny, Turowola, Starawieś i Wesołówka ze zniesionej gminy Brzeziny w powiecie lubelskim oraz obszar dotychczasowej gromady Bogdanka ze zniesionej gminy Wiszniewice w powiecie chełmskim w tymże województwie. Dla gromady ustalono 27 członków gromadzkiej rady narodowej.
1 stycznia 1960 do gromady Puchaczów włączono kolonię Albertów ze zniesionej gromady Malinówka w tymże powiecie.
31 grudnia 1961 do gromady Puchaczów włączono wsie Nadrybie, Nadrybie Dwór i Nadrybie Ukazowe ze znoszonej gromady Garbatówka w powiecie chełmskim w tymże województwie.
Gromada przetrwała do końca 1972 roku, czyli do kolejnej reformy gminnej. 1 stycznia 1973 w powiecie lubelskim utworzono gminę Puchaczów (od 1999 gmina Puchaczów znajduje się w powiecie łęczyńskim w woj. lubelskim).